# 테르모폴리움

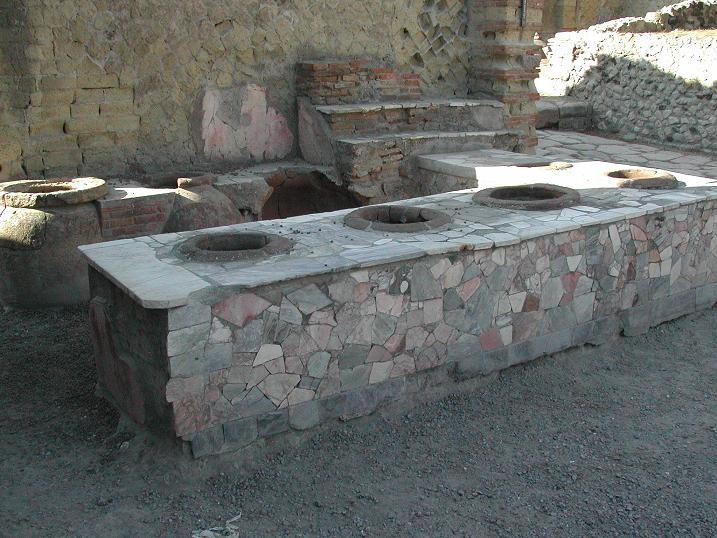
헤르쿨라네움 유적에서 발굴된 테르모폴리움 터.

고대 그리스-로마 세계에서 테르모폴리아(pl. thermopolia)는 그리스어 테르모폴리온(θερμοπώλειον), 즉 '음식점'이라는 단어에서 유래한 말로, 문자 그대로 '(즉석에서 먹을 수 있는) 뜨거운 음식을 파는 곳'으로써 현대의 노점 또는 패스트푸드와 같이 저렴한 비용으로 즉석에서 주문해서 즉석에서 바로 먹을 수 있는 음식을 판매하는 상업 시설을 가리킨다.
라틴어 문학에서는 포파이나에(popinae), 카우포나에(cauponae), 호스피티아(hospitia) 또는 스타불라(stabula) 등으로 등장하고 있으며 현대 고고학자들은 이들을 모두 통칭하여 테르모폴리아(thermopolia)이라 부른다. 테르모폴리아는 주로 집안에 주방이 따로 갖추어지지 않은 사람들, 즉 인술라에 거주하는 서민들이 이용했으며, 이로 인해 상류층에서는 테르모폴리아를 멸시하는 경우도 있었다.

## 설계
통상적으로 테르모폴리움은 가옥에 가까이 붙어 있기는 하지만 가옥을 통해서는 들어갈 수 없는 작은 공간으로 구성되어 있으며, 앞쪽에 ㄴ자 모양으로 구부러져 있는 독특한 형태의 석조 카운터가 있었다. 로마의 유적인 오스티아 안티카의 '페인티드 볼트 하우스'에서 그 예를 볼 수 있다. 이 카운터에는 견과류 같은 건조 식품을 보관하는 데 사용되었던 토기 항아리(돌리아)가 일정한 거리를 두고 박혀 있었다. 이탈리아 헤르쿨라네움 유적의 넵투누스와 암피트리테의 집이라 명명된 건축에 붙어 있는 테르모폴리움의 항아리들(돌리움) 안에는 탄화된 견과류의 잔해가 보관되어 있었다. 좀 더 다양한 메뉴와 용도로 구색을 갖춘 테르모폴리아의 경우에는 안팎을 프레스코화로 장식했던 것으로 보이는데, 이 프레스코화에는 로마 신화 같은 종교적 이미지뿐만 아니라 고대 도시의 일상을 담은 이미지와 장면도 묘사되어 있다. 현대의 광고처럼, 테르모폴리움의 프레스코화는 예술적 목적뿐 아니라 실용적인 기능도 수행하였다. 프레스코화로 묘사된 이미지는 그 테르모폴리움에서 어떤 음식을 판매하고 있는지를 홍보하는 데에도 쓰였다. 즉, 생선, 가금류(닭이나 오리 같은), 구이 등이다. 그리고 테르모폴리움의 프레스코화는 고대 도시에서 손님들의 이목을 끄는 데 중요한 역할을 했던 것으로 보인다.
잘 보존된 테르모폴리아 유적은 폼페이, 헤르쿨라네움, 오스티아에서 찾아 볼 수 있다.

## 아셀리나의 테르모폴리움

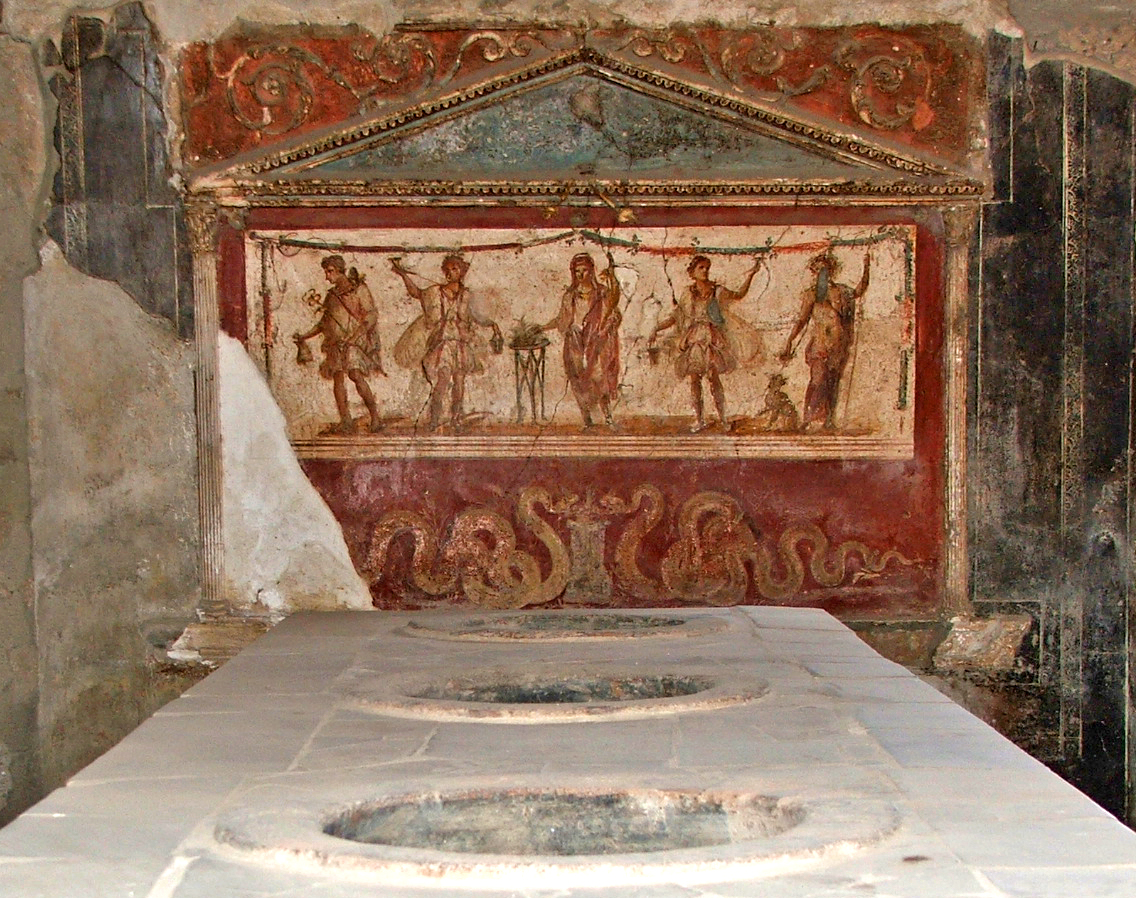
폼페이 유적에서 확인된 아셀리나의 테르모폴리움 터.

아셀리나의 테르모폴리움은 폼페이 유적에서 확인된 가장 완벽한 형태를 보전하고 있는 테르모폴리움 가운데 하나이다. 카운터 위에는 거의 손상되지 않은 온전한 형태의 주전자와 식기가 발견되었고, 주전자 안에는 당시 사람들이 채 마시지도 못한 물이 채워져 있었다. 아셀리나의 테르모폴리움의 1층은 사람들이 식사하고 음료를 마시는 공간으로 사용되었으며, 몇몇 계단을 통해 2층의 객실로 이동할 수 있었다.
이곳은 길거리 쪽으로 낸 넓은 출입구, 음식이나 와인을 담을 수 있는 4개의 항아리(돌리아)를 박아 놓는 구멍이 있는 카운터로 구성된 전형적인 테르모폴리움의 구조를 갖추고 있다. 이곳에는 로마 신화의 라레스(가정의 신), 메르쿠리(상업의 신), 바커스(포도주의 신)를 모시는 작은 신전이 마련되어 있었는데, 이들이 이 직종에서 가장 중요한 신이었기 때문이다. 윗층에는 객실도 있었던 것으로 보아 여관으로도 사용되었을 가능성이 있다. 그러나 일부에서는 테르모폴리움의 외벽 한쪽에 선거 공고판처럼 쓰여 있는 수많은 여성의 이름들을 들어 이곳이 단순한 객실이 아닌 성매매 용도의 매음굴이었을 것으로 해석하기도 한다. 또 다른 주장으로는 여기에 쓰인 이름의 여성들이 테르모폴리움에서 종업원으로 일하던 노예들이었다는 것이다. 카운터 뒤에는 천장에 걸어 매달았던 나무 선반의 잔해가 남아 있었는데, 그 선반은 암포라를 쌓아 올리는 데 사용되었다.

## 제5구역 테르모폴리움
2020년 폼페이 제5구역(Regio V)에서 여덟 개의 돌리아를 보존하고 있는 완전한 형태의 또 다른 테르모폴리움이 발굴되었다. 이곳에서 판매하던 음식으로 보이는 닭과 뒤집힌 오리 두 마리를 그린 프레스코화 외에도, 한 프레스코화에는 목줄을 맨 개가 묘사되어 있는데 이는 아마도 고객에게 반려동물 동반 출입시 꼭 목줄을 매어 두도록 요청하는 안내문 역할을 했던 것으로 보인다. 동시에 매우 작은 성견의 완전한 골격도 발견되었는데, 이는 이미 로마 시대에 반려동물 목적의 선택적 번식이 이루어졌음을 증명하고 있다. 고고학자들은 또한 깊은 테라코타 항아리 가운데 일부에서 그 안에 담겨 보관되던 음식의 잔해를 발견했다. 화구와 벽화와 함께 청동 술 그릇, 스튜와 수프에 사용되는 항아리, 와인잔 등의 식기가 발견됐다. 이 식기들에는 돼지고기, 생선, 달팽이, 소고기, 콩을 갈아 넣은 와인 등의 흔적이 발견됐다. 일부 재료는 파에야처럼 함께 조리되어 있었으며, 와인 용기 바닥에서는 와인의 맛과 색을 좋게 하기 위해 넣은 누에콩(horse bean)도 발견했다. 그밖에 음료수 판매대, 파테라(patera)로 알려진 표면이 장식된 청동제 잔, 와인 플라스크, 암포라, 스튜와 수프를 요리하는 데 쓰였던 도자기 항아리도 수습되었다.

## 기타 테르모폴리아
- 에욱시누스의 카우포나[11]
- 살비우스의 카우포나[12]
- 헤르메스의 여관[13]
- 비아 디아나의 테르모폴리움[14]

## 같이 보기
- 타베르나
- 패스트푸드

## 참고 문헌
- Berry, Joanne (2007). 《The Complete Pompeii》. Thames & Hudson. ISBN 9780500051504. OCLC 271291453.
- Ellis, Steven J. R. (2004). “The distribution of bars at Pompeii: Archaeological, spatial and viewshed analyses”. 《Journal of Roman Archaeology》 17: 371–384. doi:10.1017/s104775940000831x. ISSN 1047-7594.
- Katz, Brigit (2020). https://www.smithsonianmag.com/smart-news/fast-food-joint-pompeii-served-snails-fish-and-wine-new-finds-suggest-180976651/